# Tokura Saburō
Tokura Saburō (戸倉三郎 Tokura Saburō) (sinh ngày 11 tháng 8 năm 1954) là nhà luật học người Nhật Bản. Ông từng giữ chức vụ Phó Tư pháp tại Tòa án Tối cao Nhật Bản từ năm 2017 đến năm 2022. Hiện ông đang giữ chức vụ làm Thẩm phán và Chánh án Tòa án Tối cao Nhật Bản.